# Tipula laetabilis
Tipula laetabilis är en tvåvingeart som beskrevs av Zetterstedt 1838. Tipula laetabilis ingår i släktet Tipula och familjen storharkrankar. Arten är reproducerande i Sverige. Inga underarter finns listade i Catalogue of Life.